# Маринилья
Маринилья (исп. Marinilla) — город и муниципалитет на севере Колумбии, на территории департамента Антьокия. Входит в состав субрегиона Восточная Антьокия.

## История
Поселение из которого позднее вырос город было основано в 1690 году. 21 ноября 1787 года Маринилья получила статус малого города (Villa).

## Географическое положение

Муниципалитет Маринилья

Город расположен в юго-восточной части департамента, в гористой местности Центральной Кордильеры, на расстоянии приблизительно 23 километров к востоку от Медельина, административного центра департамента. Абсолютная высота — 2080 метров над уровнем моря.

Муниципалитет Маринилья граничит на севере с муниципалитетом Сан-Висенте, на северо-востоке — с муниципалитетом Эль-Пеньоль, на востоке — с муниципалитетом Гранада, на юго-востоке — с муниципалитетом Эль-Сантуарио, на юге — с муниципалитетом Эль-Кармен-де-Вибораль, на западе — с муниципалитетом Рионегро. Площадь муниципалитета составляет 115 км².

## Население
По данным Национального административного департамента статистики Колумбии, совокупная численность населения города и муниципалитета в 2012 году составляла 50 955 человек.
Динамика численности населения муниципалитета по годам:
| 2005   | 2006   | 2007   | 2008   | 2009   | 2010   | 2011   | 2012   |
| ------ | ------ | ------ | ------ | ------ | ------ | ------ | ------ |
| 45 548 | 46 246 | 47 031 | 47 798 | 48 585 | 49 361 | 50 161 | 50 955 |

Согласно данным переписи 2005 года мужчины составляли 49,2 % от населения Маринильи, женщины — соответственно 50,8 %. В расовом отношении белые и метисы составляли 99,7 % от населения города; негры, мулаты и райсальцы — 0,3 %.
Уровень грамотности среди всего населения составлял 93,1 %.

## Экономика
Основу экономики Маринильи составляют сельскохозяйственное производство. На территории муниципалитета выращивают картофель, фасоль, кукурузу и овощные культуры. Также традиционным продуктом, производимым в городе являются гитары.

56,3 % от общего числа городских и муниципальных предприятий составляют предприятия торговой сферы, 27,5 % — предприятия сферы обслуживания, 15,3 % — промышленные предприятия, 0,9 % — предприятия иных отраслей экономики.